# Cuatto Volley Giaveno 2010-2011
Questa voce raccoglie le informazioni riguardanti il Cuatto Volley Giaveno nelle competizioni ufficiali della stagione 2010-2011.

## Organigramma societario
Area direttiva
- Presidente: Claudio Ricci

Area tecnica
- Allenatore: Paolo Amendola (fino al 18 aprile 2011), Paolo Zambolin (dal 19 aprile 2011)
- Allenatore in seconda: Paolo Zambolin  (fino al 18 aprile 2011)
- Scout man: Omar Capuzzo

Area sanitaria
- Medico: Stefano Suraci
- Preparatore atletico: Omar Capuzzo
- Fisioterapista: Fabrizio Roberi, Jacopo Salerno
- Ortopedico: Stefano Grimaldi

## Rosa
| N° | Nome               | Ruolo | Data di nascita   | Nazionalità sportiva |
| -- | ------------------ | ----- | ----------------- | -------------------- |
| 1  | Romana Rocci       | S     | 19 giugno 1976    | Italia               |
| 2  | Silvia Renzi       | C     | 3 marzo 1985      | Italia               |
| 3  | Alice Quadri       | P     | 30 dicembre 1987  | Italia               |
| 4  | Alessia Midriano   | C     | 6 giugno 1982     | Italia               |
| 5  | Camilla Dametto    | L     | 3 novembre 1994   | Italia               |
| 6  | Sara Miola         | S     | 5 agosto 1991     | Italia               |
| 7  | Elisa Cardani      | L     | 5 maggio 1990     | Italia               |
| 9  | Svetlana Safronova | S     | 30 dicembre 1988  | Italia               |
| 10 | Desiree Glod       | S     | 28 settembre 1982 | Venezuela            |
| 11 | Georgina Pinedo    | S     | 30 maggio 1981    | Argentina            |
| 12 | Martha Zamora      | O     | 15 ottobre 1983   | Italia               |
| 14 | Elisa Moncada      | P     | 14 novembre 1987  | Italia               |
| 15 | Ramona Aricò       | O     | 30 novembre 1985  | Italia               |
| 17 | Ilaria Angelelli   | P     | 17 giugno 1986    | Italia               |
| 18 | Serena Malvestito  | C     | 21 agosto 1988    | Italia               |

## Risultati

### Serie A2

#### Girone di andata
| 1ª giornata - 15 ottobre 2010 Palazzetto dello Sport, Giaveno        | Cuatto Giaveno | 1 - 3 | Pontecagnano Faiano | 17-25, 27-29, 25-18, 17-25        |
| 2ª giornata - 24 ottobre 2010 PalaMacchitella, San Vito dei Normanni | San Vito       | 2 - 3 | Cuatto Giaveno      | 29-27, 25-21, 19-25, 18-25, 9-15  |
| 3ª giornata - 31 ottobre 2010 Palazzetto dello Sport, Giaveno        | Cuatto Giaveno | 3 - 2 | Forlì               | 24-26, 25-16, 24-26, 27-25, 15-12 |
| 4ª giornata - 7 novembre 2010 Palazzetto dello Sport, Giaveno        | Cuatto Giaveno | 2 - 3 | Time Matera         | 26-28, 23-25, 25-18, 25-21, 9-15  |
| 5ª giornata - 14 novembre 2010 PalaScoppa, Soverato                  | Soverato       | 1 - 3 | Cuatto Giaveno      | 19-25, 19-25, 25-14, 18-25        |
| 6ª giornata - 21 novembre 2010 Palazzetto dello Sport, Giaveno       | Cuatto Giaveno | 1 - 3 | Parma               | 28-26, 22-25, 22-25, 9-25         |
| 7ª giornata - 28 novembre 2010 PalaOlimpia, Verona                   | Verona         | 3 - 0 | Cuatto Giaveno      | 25-22, 25-20, 25-20               |
| 8ª giornata - 5 dicembre 2010 Palazzetto dello Sport, Giaveno        | Cuatto Giaveno | 3 - 0 | Santa Croce         | 25-17, 25-17, 25-22               |
| 9ª giornata - 12 dicembre 2010 PalaSerenelli, Loreto                 | Loreto         | 3 - 1 | Cuatto Giaveno      | 25-17, 25-14, 25-27, 29-27        |
| 10ª giornata - 19 dicembre 2010 Palazzetto dello Sport, Giaveno      | Cuatto Giaveno | 3 - 0 | Busnago             | 27-25, 25-19, 25-20               |
| 11ª giornata - 26 dicembre 2010 PalaMaddalene, Chieri                | Chieri         | 3 - 0 | Cuatto Giaveno      | 25-13, 25-17, 25-17               |
| 12ª giornata - 9 gennaio 2011 Palazzetto dello Sport, Giaveno        | Cuatto Giaveno | 0 - 3 | Crema               | 12-25, 24-26, 23-25               |
| 13ª giornata - 16 gennaio 2011 Olimpia Palace, Pomezia               | RDM Pomezia    | 3 - 2 | Cuatto Giaveno      | 25-17, 22-25, 25-17, 27-29, 15-12 |

#### Girone di ritorno
| 14ª giornata - 23 gennaio 2011 PalaBerlinguer, Bellizzi         | Pontecagnano Faiano | 3 - 1 | Cuatto Giaveno | 25-15, 25-22, 24-26, 25-21        |
| 15ª giornata - 30 gennaio 2011 Palazzetto dello Sport, Giaveno  | Cuatto Giaveno      | 2 - 3 | San Vito       | 21-25, 25-16, 25-20, 23-25, 18-20 |
| 16ª giornata - 6 febbraio 2011 PalaRomiti, Forlì                | Forlì               | 1 - 3 | Cuatto Giaveno | 25-21, 20-15, 15-25, 21-25        |
| 17ª giornata - 13 febbraio 2011 PalaSassi, Matera               | Time Matera         | 3 - 0 | Cuatto Giaveno | 25-18, 25-20, 25-23               |
| 18ª giornata - 19 febbraio 2011 Palazzetto dello Sport, Giaveno | Cuatto Giaveno      | 3 - 1 | Soverato       | 25-23, 25-21, 22-25, 28-26        |
| 19ª giornata - 27 febbraio 2011 PalaRaschi, Parma               | Parma               | 3 - 0 | Cuatto Giaveno | 25-13, 25-17, 25-20               |
| 20ª giornata - 6 marzo 2011 Palazzetto dello Sport, Giaveno     | Cuatto Giaveno      | 3 - 1 | Verona         | 25-13, 18-25, 25-14, 25-18        |
| 21ª giornata - 20 marzo 2011 PalaParenti, Santa Croce sull'Arno | Santa Croce         | 3 - 1 | Cuatto Giaveno | 26-24, 21-25, 25-14, 25-21        |
| 22ª giornata - 27 marzo 2011 Palazzetto dello Sport, Giaveno    | Cuatto Giaveno      | 0 - 3 | Loreto         | 17-25, 21-25, 20-25               |
| 23ª giornata - 3 aprile 2011 PalaBusnago, Busnago               | Busnago             | 3 - 1 | Cuatto Giaveno | 25-23, 15-25, 25-17, 25-10        |
| 24ª giornata - 9 aprile 2011 Palazzetto dello Sport, Giaveno    | Cuatto Giaveno      | 0 - 3 | Chieri         | 19-25, 13-25, 14-25               |
| 25ª giornata - 16 aprile 2011 PalaBertoni, Crema                | Crema               | 3 - 0 | Cuatto Giaveno | 25-17, 25-20, 25-23               |
| 26ª giornata - 23 aprile 2011 Palazzetto dello Sport, Giaveno   | Cuatto Giaveno      | 0 - 3 | RDM Pomezia    | 21-25, 20-25, 18-25               |

## Statistiche

### Statistiche di squadra
| Competizione | Punti | In casa | In casa | In casa | In trasferta | In trasferta | In trasferta | Totale | Totale | Totale |
| Competizione | Punti | G       | V       | P       | G            | V            | P            | G      | V      | P      |
| ------------ | ----- | ------- | ------- | ------- | ------------ | ------------ | ------------ | ------ | ------ | ------ |
| Serie A2     | 25    | 13      | 5       | 8       | 13           | 3            | 10           | 26     | 8      | 18     |
| Totale       | -     | 13      | 5       | 8       | 13           | 3            | 10           | 26     | 8      | 18     |

G = partite giocate; V = partite vinte; P = partite perse

### Statistiche dei giocatori
| Giocatore     | Serie A2 | Serie A2 | Serie A2 | Serie A2 | Serie A2 | Totale | Totale | Totale | Totale | Totale |
| Giocatore     | P        | PT       | AV       | MV       | BV       | P      | PT     | AV     | MV     | BV     |
| ------------- | -------- | -------- | -------- | -------- | -------- | ------ | ------ | ------ | ------ | ------ |
| I. Angelelli  | 14       | 17       | ?        | ?        | ?        | 14     | 17     | ?      | ?      | ?      |
| R. Aricò      | 15       | 186      | ?        | ?        | ?        | 15     | 186    | ?      | ?      | ?      |
| E. Cardani    | 25       | 1        | ?        | ?        | ?        | 25     | 1      | ?      | ?      | ?      |
| C. Dametto    | 1        | 0        | 0        | 0        | 0        | 1      | 0      | 0      | 0      | 0      |
| D. Glod       | 26       | 391      | ?        | ?        | ?        | 26     | 391    | ?      | ?      | ?      |
| S. Malvestito | 22       | 119      | ?        | ?        | ?        | 22     | 119    | ?      | ?      | ?      |
| A. Midriano   | 24       | 136      | ?        | ?        | ?        | 24     | 136    | ?      | ?      | ?      |
| S. Miola      | 3        | 2        | ?        | ?        | ?        | 3      | 2      | ?      | ?      | ?      |
| E. Moncada    | 14       | 39       | ?        | ?        | ?        | 14     | 39     | ?      | ?      | ?      |
| G. Pinedo     | 26       | 495      | ?        | ?        | ?        | 26     | 495    | ?      | ?      | ?      |
| A. Quadri     | 0        | 0        | 0        | 0        | 0        | 0      | 0      | 0      | 0      | 0      |
| S. Renzi      | 21       | 108      | ?        | ?        | ?        | 21     | 108    | ?      | ?      | ?      |
| R. Rocci      | 8        | 1        | ?        | ?        | ?        | 8      | 1      | ?      | ?      | ?      |
| S. Safronova  | 17       | 37       | ?        | ?        | ?        | 17     | 37     | ?      | ?      | ?      |
| M. Zamora     | 11       | 73       | ?        | ?        | ?        | 11     | 73     | ?      | ?      | ?      |

P = presenze; PT = punti totali; AV = attacchi vincenti; MV = muri vincenti; BV = battute vincenti